# Grand Prix automobile de France 1939

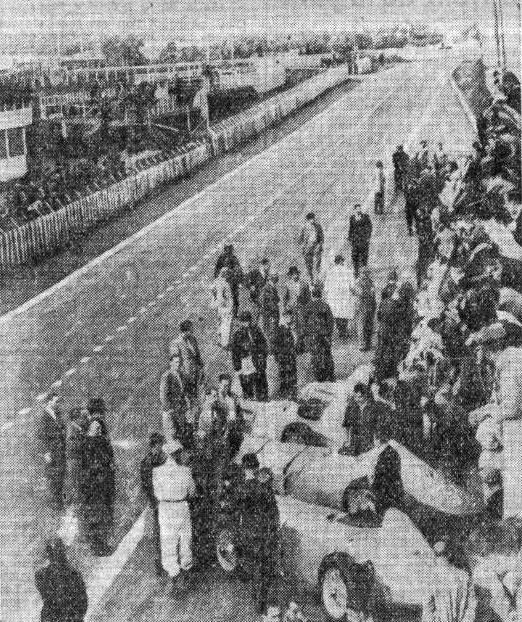
Trois voitures françaises, aux essais du GP de l'A.C.F. 1939.

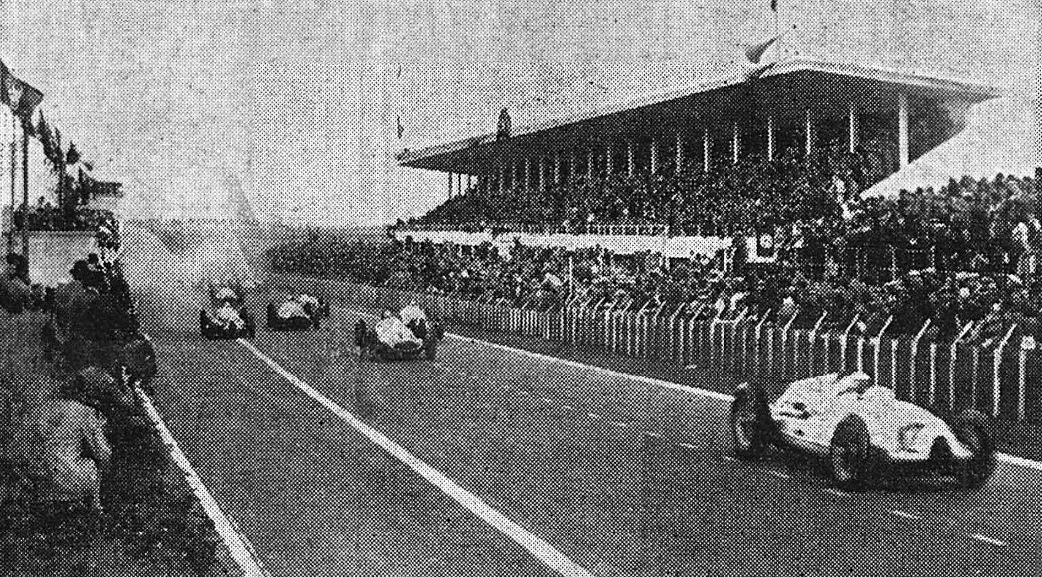
Départ du Grand Prix.

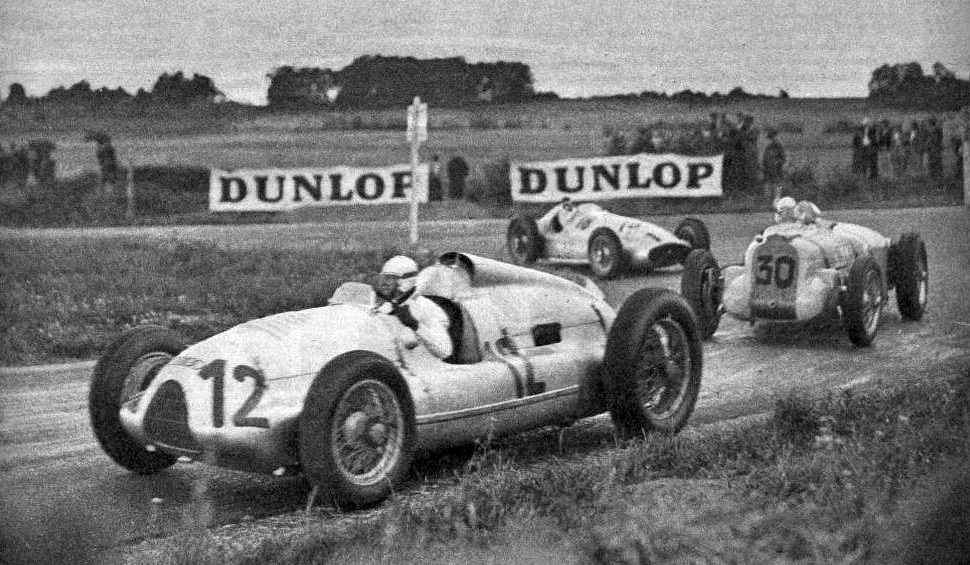
Muller futur vainqueur devant Dreyfus et von Brauchitsch, au tournant de Thillois.

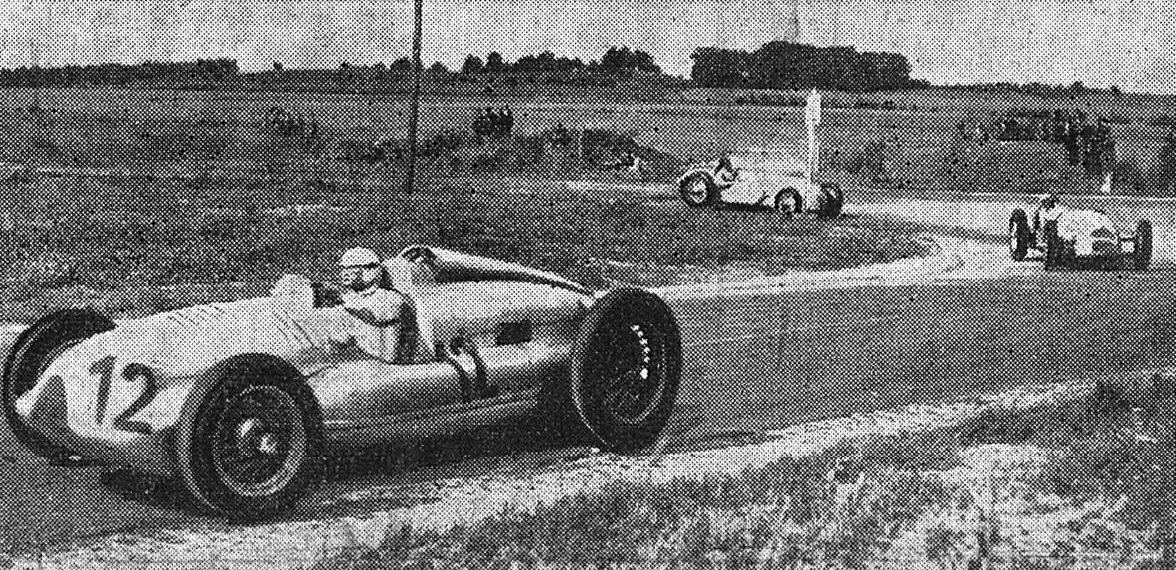
Muller, ici devant Étancelin et Le Bègue.

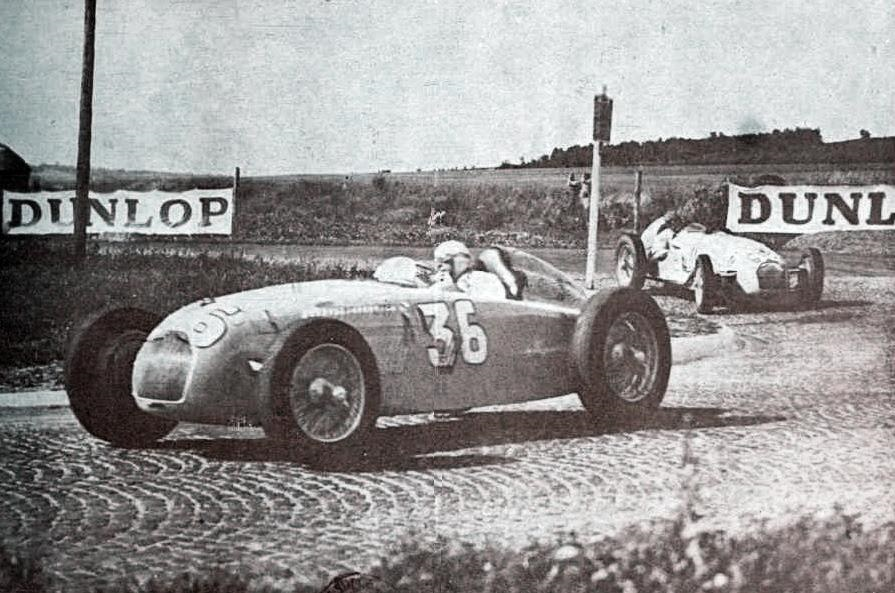
Le Bègue, troisième sur Talbot.

Le Grand Prix de France 1939 est un Grand Prix comptant pour le Championnat d'Europe des pilotes, qui s'est tenu sur le circuit de Reims-Gueux le 9 juillet 1939.
Il s'agit de l'avant-dernière course automobile d'importance organisée en France avant le second conflit mondial (la dernière étant le VIIe Grand Prix de l'Albigeois, le 16 juillet 1939, réservé alors aux voiturettes). 

## Grille de départ
| 1re ligne | Pos. 3                           |                                | Pos. 2                                |                                            | Pos. 1                          |
| --------- | -------------------------------- | ------------------------------ | ------------------------------------- | ------------------------------------------ | ------------------------------- |
|           | Nuvolari Auto Union 2 min 29 s 9 |                                | Caracciola Mercedes-Benz 2 min 29 s 6 |                                            | Lang Mercedes-Benz 2 min 27 s 7 |
| 2e ligne  |                                  | Pos.5                          |                                       | Pos. 4                                     |                                 |
|           |                                  | Müller Auto Union 2 min 31 s 7 |                                       | Von Brauchitsch Mercedes-Benz 2 min 30 s 4 |                                 |
| 3e ligne  | Pos. 8                           |                                | Pos. 7                                |                                            | Pos. 6                          |
|           | Le Bègue Talbot 2 min 46 s 3     |                                | Meier Auto Union 2 min 36 s 9         |                                            | Stuck Auto Union 2 min 35 s 0   |
| 4e ligne  |                                  | Pos. 10                        |                                       | Pos. 9                                     |                                 |
|           |                                  | Mays Talbot 2 min 53 s 7       |                                       | Étancelin Talbot 2 min 50 s 2              |                                 |
| 5e ligne  | Pos. 13                          |                                | Pos. 12                               |                                            | Pos. 11                         |
|           | Sommer Alfa Romeo 2 min 58 s 7   |                                | Chinetti Alfa Romeo 2 min 58 s 4      |                                            | Dreyfus Delahaye 2 min 54 s 4   |
| 6e ligne  |                                  | Pos. 15                        |                                       | Pos. 14                                    |                                 |
|           |                                  | « Raph » Delahaye 3 min 3 s 0  |                                       | Matra Alfa Romeo 3 min 1 s 3               |                                 |

## Classement de la course
| Pos  | no | Pilote                  | Écurie                      | Châssis             | Tours | Temps/Abandon            | Grille | Points |
| ---- | -- | ----------------------- | --------------------------- | ------------------- | ----- | ------------------------ | ------ | ------ |
| 1    | 12 | Hermann Paul Müller     | Auto Union                  | Auto Union Type D   | 51    | 2 h 21 min 11 s 8        | 5      | 1      |
| 2    | 14 | Georg Meier             | Auto Union                  | Auto Union Type D   | 50    | + 1 tour                 | 7      | 2      |
| 3    | 36 | René Le Bègue           | Talbot-Darracq              | Talbot MD           | 48    | + 3 tours                | 8      | 3      |
| 4    | 34 | Philippe Étancelin      | Talbot-Darracq              | Talbot MD           | 48    | + 3 tours                | 9      | 4      |
| 5    | 2  | Raymond Sommer          | Privé                       | Alfa Romeo Tipo 308 | 47    | + 4 tours                | 13     | 4      |
| 6    | 10 | Hans Stuck              | Auto Union                  | Auto Union Type D   | 47    | + 4 tours                | 6      | 4      |
| 7    | 30 | René Dreyfus            | Écurie Lucy O'Reilly Schell | Delahaye 145        | 45    | + 6 tours                | 11     | 4      |
| 8    | 4  | Luigi Chinetti          | Christian Kautz             | Alfa Romeo Tipo 308 | 45    | + 6 tours                | 12     | 4      |
| 9    | 32 | « Raph »                | Écurie Lucy O'Reilly Schell | Delahaye 145        | 44    | + 7 tours                | 15     | 4      |
| Abd. | 20 | Hermann Lang            | Daimler-Benz AG             | Mercedes-Benz W154  | 36    | Moteur                   | 1      | 5      |
| Abd. | 18 | Manfred von Brauchitsch | Daimler-Benz AG             | Mercedes-Benz W154  | 17    | Moteur                   | 4      | 6      |
| Abd. | 6  | Yves Matra              | Christian Kautz             | Alfa Romeo Tipo 308 | 17    |                          | 14     | 6      |
| Abd. | 38 | Raymond Mays            | Talbot-Darracq              | Talbot MC           | 10    | Réservoir fendu          | 19     | 7      |
| Abd. | 8  | Tazio Nuvolari          | Auto Union                  | Auto Union Type D   | 8     | Boite de vitesses        | 3      | 7      |
| Abd. | 16 | Rudolf Caracciola       | Daimler-Benz AG             | Mercedes-Benz W154  | 1     | Accident                 | 2      | 7      |
| Np.  | 4  | Christian Kautz         | Privé                       | Alfa Romeo Tipo 308 |       | Pilote de réserve        |        | 8      |
| Np.  | 14 | Rudolf Hasse            | Auto Union                  | Auto Union Type D   |       | Pilote de réserve        |        | 8      |
| Np.  | 18 | Walter Bäumer           | Daimler-Benz AG             | Mercedes-Benz W154  |       | Pilote de réserve        |        | 8      |
| Np.  |    | Hans-Hugo Hartmann      | Daimler-Benz AG             | Mercedes-Benz W154  |       | Pilote de réserve        |        | 8      |
| Np.  | 22 | Richard Seaman          | Daimler-Benz AG             | Mercedes-Benz W154  |       | Décédé au GP de Belgique |        | 8      |

- Légende: Abd.=Abandon - Np.=Non partant

## Pole position & Record du tour
- Pole position : Hermann Lang en 2 min 27 s 7.
- Tour le plus rapide : Hermann Lang en 2 min 32 s 2.